# 电离氢区

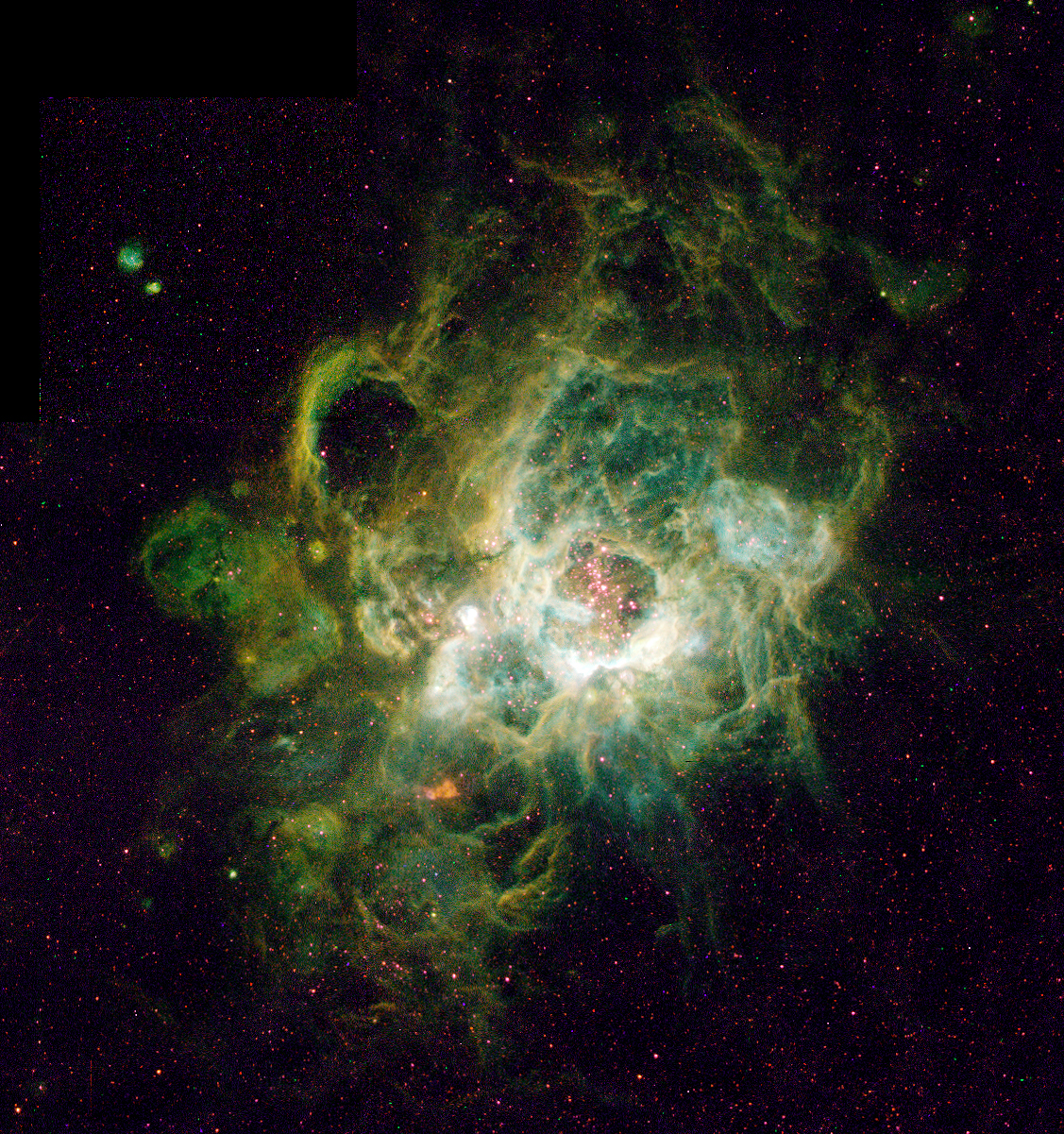
NGC 604，在三角座星系內的一個巨大H II區。

电离氢区（H II區）是發光的氣體和電漿組成的雲氣，有時會有數百光年的直徑，是恆星誕生的場所。從這些氣體中誕生的年輕、炙熱的藍色恆星散發出大量的紫外線，使星雲環繞在周圍的氣體游離。
H II區在數百萬年的歲月中也許可以誕生成千上萬顆的恆星。最後，超新星爆炸和來自星團中質量最大的那些恆星吹出的強烈恆星風，將會吹散掉H II區的氣體，留下來的就是像昴宿星團這樣的星團。
H II區是因為有大量游離的氫原子而得名的，天文學家同樣的將中性氫的區域稱為HI區，而H2稱為分子氫。在遙遠宇宙的H II區依舊可被測得，其它星系H II區的觀測，對決定其距離及化學組成很重要。螺旋星系及不規則星系含有大量的H II區，但橢圓星系幾乎沒有H II區。在螺旋星系中，包含銀河系，H II區集中在螺旋臂上；在不規則星系裡，H II區則是混亂散佈。某些星系中的H II區可含有上萬顆恆星，像是大麥哲倫星系中的蜘蛛星雲以及三角座星系中的NGC 604。

## 觀測

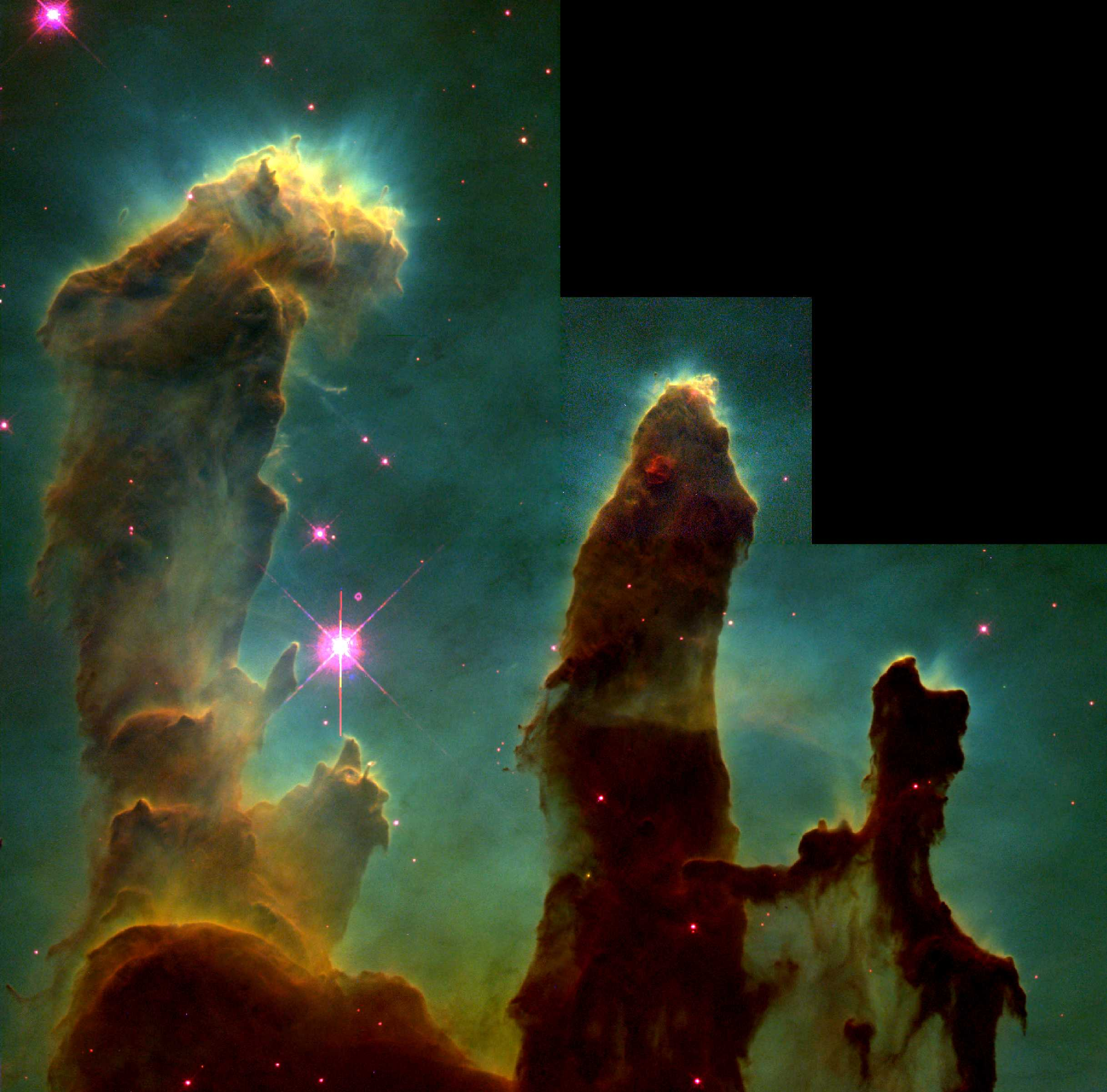
在鷹星雲內黑暗的恆星形成區。

少數最明亮的H II區可以用裸眼直接看見。然而，在望遠鏡於17世紀發明之前似乎從未被注意到。即使伽利略在觀測到其中的星團時也沒有注意到獵戶座大星雲（在以前約翰·拜耳的目錄中記載為單獨的恆星：獵戶座θ）。獵戶座星雲被認為是法國的觀測者Nicolas-Claude Fabri de Peiresc在1610年發現的，此後，早期的觀測在我們的銀河系和其他星系內發現了許多的H II區。
威廉·赫歇爾在1774年觀測獵戶座星雲，將其描述為"未成形的火熱薄霧，未來能成為太陽的渾沌材料"。當威廉·哈金斯（他的妻子瑪莉·哈金斯是他的助手）將它的光譜儀對準不同的星雲觀測之後，認為這個假說必須要等待數百年才能確認。有些星雲，像是仙女座大星雲，有著與恆星相似的光譜，而推導出星系可能是數億顆單獨恆星的集合體。其它看來非常的不一樣，不是強烈的連續譜線與被疊加的吸收線，就是像獵戶座星雲和一些相似的天體，只有少數的發射譜線。最明亮的是波長500.7 奈米的譜線，但當時已知的化學元素沒有一種能發射出與之相符的譜線。起初，這條譜線被假設為一種未知元素的譜線，並命名為（Nebulium）－相同的想法在1868年分析太陽的光譜時，導致氦元素的發現。然而，在太陽光譜中發現之後，氦很快就在地球的元素中被分析出來，但是Nebulium始終未被發現。在20世紀初期，亨利·諾里斯·拉塞爾建議：認定500.7奈米是由新的未知元素發出的，不如歸咎於一種熟悉的元素在不熟悉的環境下發射的。
在1920年代，物理學家已經證實在低密度下的原子和離子，被激發的電子會進入亞穩態能階，但在密度較高時會因為碰撞而很快的被再激發，而在二價氧的電子轉換中能夠產生500.7奈米譜線。這種只能在密度非常低的氣體中出現的譜線被稱為禁線。光譜上的觀測顯示星雲是由極度稀薄的氣體構成的。
在20世紀，觀測顯示在H II區經常包含熱且亮的恆星，它們的質量數倍於太陽質量，是生命期最短的恆星，它們整個的生命期只有數百萬年（相較於類似太陽的恆星，生命期長達數十億年）。因此，天文學家猜測H II區必定是新恆星誕生的場所。一個誕生於H II區域的恆星集團必需在數百萬年的週期內生成，才能在年輕、炙熱恆星的輻射壓造成星雲的潰散前成形。昴宿星團就是在沸騰的H II區域中誕生的星團例子，但只能從反射星雲的殘餘物來追溯。

## 起源和生命期

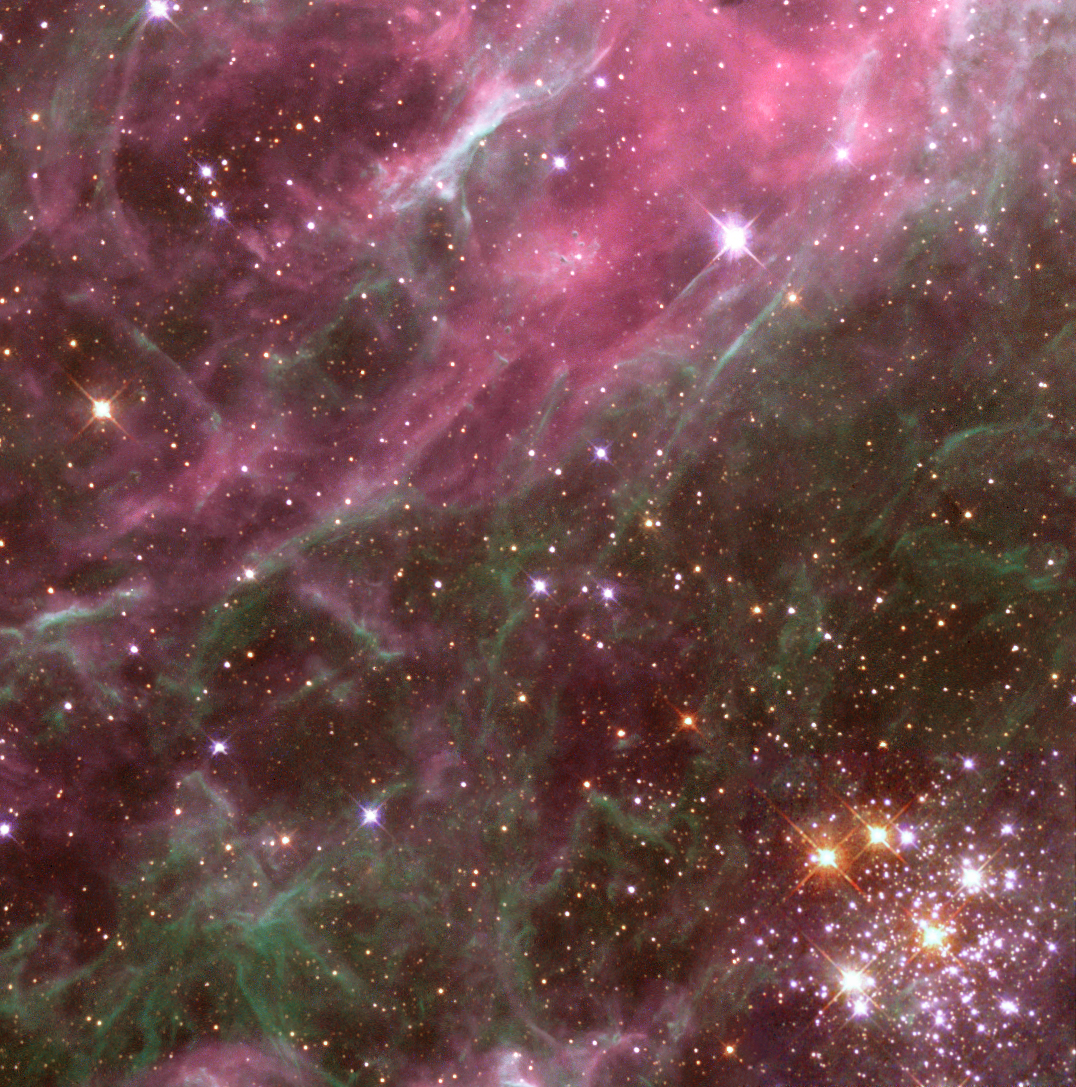
蜘蛛星雲的一小部份，是在大麥哲倫星系內的一個巨大的H II區域。

H II區域的前身是巨分子雲（GMC），這是非常低溫（10–20 K）和低密度，幾乎全由氫分子組成的雲氣。巨分子雲可以穩定的存在很長的一段時間，但是超新星造成的激振波、雲氣的碰撞或磁場的交互作用，都可以造成雲氣局部的塌縮。當這種情形發生後，造成雲氣開始撕裂和塌縮的程序，恆星開始誕生（冗長的敘述參見恆星演化）。
當恆星在巨分子雲內誕生時，質量最大的那些恆星所達到高溫足以使環繞在周圍的氣體游離，很快的，在電離的輻射場形成之後，高能量光子創造的電離前緣，以超音速掃掠過附近的氣體。當與造成電離的恆星距離越來越遠，電離前緣的速度也越來越慢，而新電離的氣體壓力使電離的體積持續的擴張。最後，電離前緣的速度降低至次音速，並且追上了星雲擴張中的激振波前緣，氫離子區就誕生了。
一個H II區的生命週期只有數百萬年，來自年輕高熱恆星的輻射壓最終會將大多數的氣體驅散。事實上，整體過程的效率傾向是非常低的，在剩餘的氣體被吹散之前，只有不到10%的H II區的成分可以形成恆星。而造成氣體損失最嚴重的就是大質量恆星的超新星爆炸，它們在誕生後1–2百萬年就會發生。

## 恆星苗圃

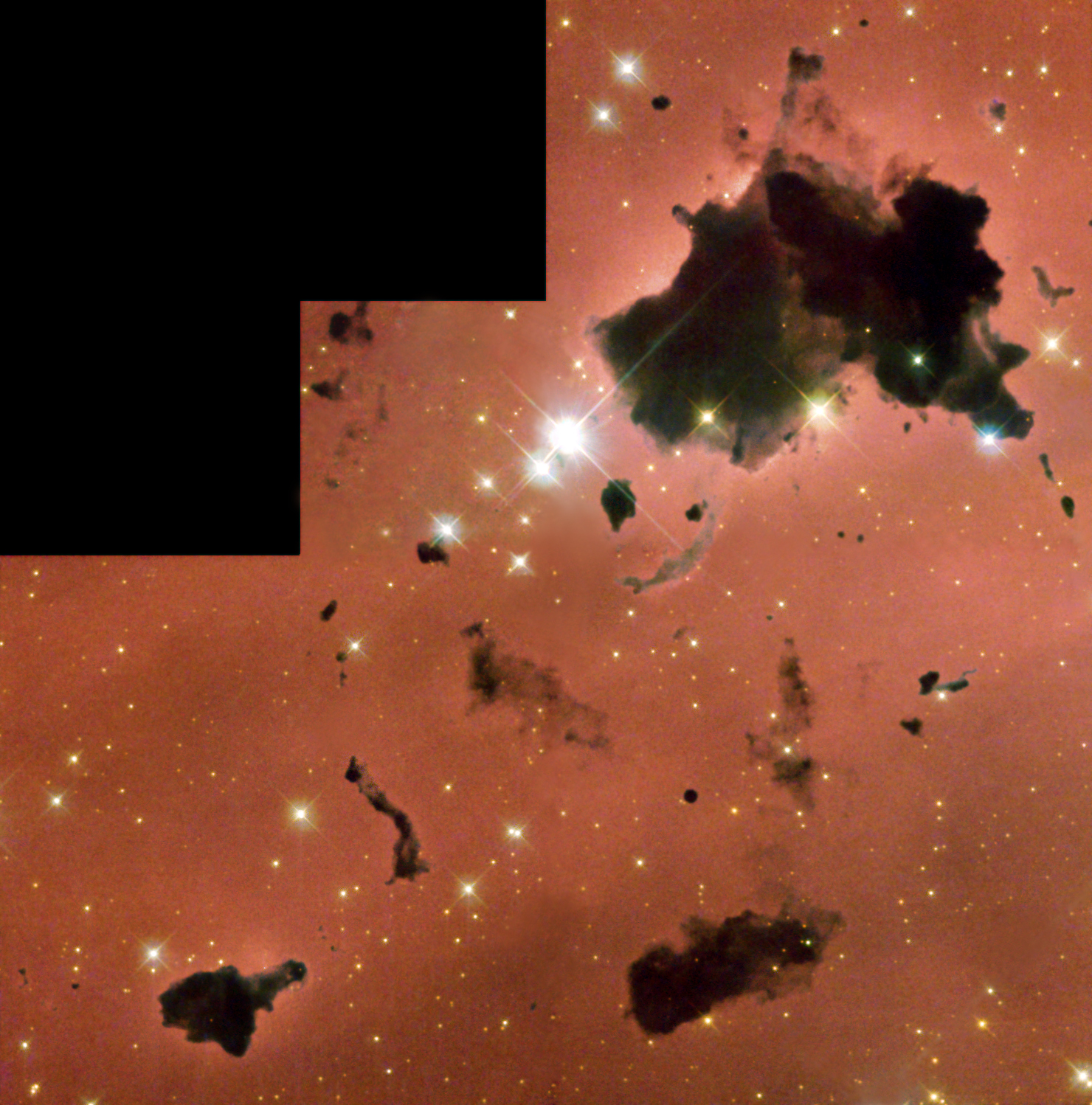
在H II區IC 2944內的包克球。

真正在H II區內誕生的恆星，初期會被高密度的雲氣和塵埃包圍而隱藏在其內部，只有當來自恆星的輻射壓力驅散了外圍的’繭’之後才能被看見。在這之前，包藏有恆星而密度較高的區域相對於被游離的雲氣只能看出如剪影般的輪廓—這些黑暗的斑塊就是所謂的包克球，因為天文學家巴特·包克在1940年代率先提出這可能是恆星誕生場所的學說而得名。
一直到1990年，包克的假說才獲得證實，當紅外線穿透包克球外濃厚的塵埃後，證明了有年輕的恆星被包覆在內部。現在認為一個典型的包克球在一光年大小的區域內有著10個太陽的質量，並且通常可以形成兩顆或是更多恆星的系統.。
除了是恆星誕生的場所，也有證據指出H II區也擁有行星系統。哈伯太空望遠鏡已經在獵戶座大星雲內揭發出數百個原行星盤（proplyds），這些在獵戶座大星雲中的，至少有一半是由氣體和塵埃環繞著，其中包含的質量數倍於創造像我們的行星系所需要的。

## 特徵

### 物理特徵
H II區的物理特徵變化非常巨大，它們在大小的尺度上被”極度壓縮”的區域，跨越的範圍只有一光年甚至更小，但是巨大的H II區可以廣達數百光年。它們的大小也稱為斯特龍根半徑，基本上取決於電離光子的來源強度和該區域的密度。密度的範圍從每cm³數百萬個質點的超高密度H II區到在極度廣大的區域內每cm³只有幾個質點的都有。這暗示質量的範圍在10²至105太陽質量之間。
依據不同的大小，一個H II區可以從一無所有到包含數千顆恆星在其中。這使得H II區比只有一個電離來源的行星狀星雲更為複雜而難於理解。雖然，在傳統上，H II區都是溫度範圍在10,000 K的區域，它們主要是電離和被電離的氣體（電漿），包含有強度在數十微高斯（數奈特斯拉）的磁場。磁場能導致電荷在電漿內移動，因此有些觀測曾經提出H II區也擁有電場。
在化學上，H II區的成分大約90%是氫。最強烈的氫線是656.3 奈米，因此H II區的一個特徵是都呈現紅色。H II區其餘的主要成分是氦，和一些可以偵測到的重元素。在一個星系中，H II區中的重元素含量被發現會隨著與星系核心距離的增加而減少。這與星系的生命發展造成的，因為恆星的生成率在密度較高的中心區域也較高，結果是核合成使得星際物質的重元素的含量相對的增高。

### 數量和分布

紅色的H II區鏈勾勒出渦狀星系（M51）的旋臂。

H II區只在像我們銀河系的螺旋星系和不規則星系中被發現，而未曾在橢圓星系內被看見。在不規則星系，它們可以在各處被發現，但在螺旋星系內幾乎全都出現在螺旋臂上。一個巨大的螺旋星系可以有上千個H II區。
在橢圓星系內未曾發現H II區的原因是因為橢圓星系被相信是由星系吞噬形成的，而在星系團內這種吞噬是很頻繁的。當星系相互碰撞時，個別的恆星幾乎不可能撞擊，但巨分子雲和H II區在互撞的星系中會很不安定。在這樣的狀況下，會觸發恆星大量形成的機制，因此大多數的氣體都會被轉換生成恆星，而不是一般的10%上下。以如此高速誕生恆星的星系就是所謂的星爆星系。在已經合併成的橢圓星系中只有少量的氣體，因此也就不能形成H II區了。21世紀的觀測顯示依然有少量的H II區存在於星系的外圍，但這些星際間的H II區似乎是小星系在潮汐作用下留下的殘骸。

### 型態
H II區的大小有很大的差異，每一顆恆星在H II區域內造成的電離區域大致上都是呈球形的－ 所謂的斯特龍根球－ 氣體圍繞著它，但是許多這樣的電離的球體組合在H II區域內就會因為明顯的密度梯度造成很複雜的形狀；超新星爆炸也會雕塑H II區。在某些場合，在H II區域內生成的大恆星集團，會在H II區域內形成空洞。像是在三角座星系內的NGC 604，就是一個例子。

## 著名的H II區
銀河系內著名的H II區包括獵戶座大星雲、卡利納星雲、和柏克萊59/仙王OB4複合體。獵戶座大星雲距離地球1500光年遠，是巨分子雲的一部份。如果能看見這個巨分子雲，它幾乎將塞滿整個獵戶座，馬頭星雲和巴納德環是這個分子雲中兩個氣體較明亮的區域。
大麥哲倫星系是銀河系的衛星星系，擁有一個巨大的H II區，稱為毒蜘蛛星雲。這個星雲比獵戶座星雲還要巨大，內部有數千顆恆星在形成中，有些恆星的質量超過太陽的100倍。如果這個星雲到地球的距離像獵戶座星雲一樣，它在天空中的亮度將如同滿月一樣。超新星SN 1987A就在這個星雲的外側。
NGC 604比毒蜘蛛星雲更大，直徑大約是1,300 光年，是本星系團內最大的H II區之一，但他祇有少量的恆星。

## 目前對H II區研究的成果

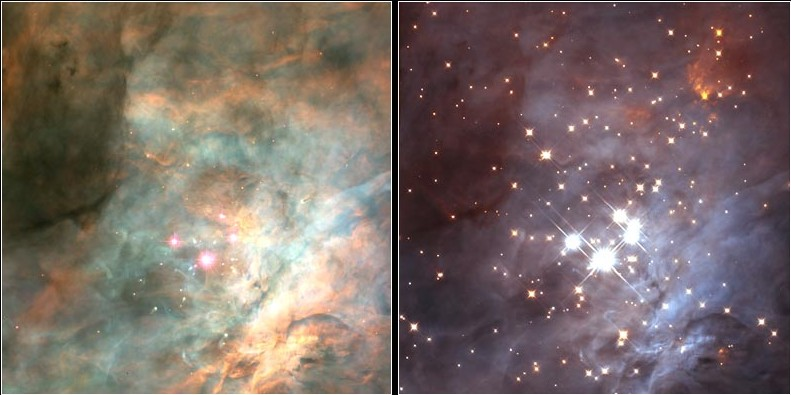
光學的影像顯示獵戶座星雲的氣體和塵埃；紅外線的影像（右圖）顯示新誕生的恆星在內部閃耀著。

如同行星狀星雲，H II區化學元素豐度的測量上仍有些不確定的問題。有兩種不同的方法被用來測量星雲內物質（指的是氫和氦以外的其他元素）的豐度，依賴的是不同類型的譜線，但有時這兩種方法的結果之間有著很大的矛盾。有些天文學家將之歸咎於H II區內存在著微小的溫度差異造成的影響，其他的則認為如此大的差異不是溫度差所能造成的，並且假設存在著由少量的氫組成的低溫節點來解釋觀測的現象。
在H II區內形成大質量恆星的細節與全貌仍不清楚，有兩個主要的問題阻礙著這個領域內研究的進展。首先，要正視的是大的H II區到地球的距離，最接近的也仍在1,000光年之外，而更多的H II區距離都在更遠數倍的距離外。其次，誕生中的恆星都深藏在H II區的內部，在可見光的波段尚不可能看得見。無線電和紅外線雖然能穿透塵埃，但是最年輕的恆星在這些波段上沒有足夠的輻射。

## 外部連結
- Hubble images of nebulae including several H II regions
- Information from SEDS
- Harvard astronomy course notes on H II regions （页面存档备份，存于）